# Dębina (powiat chełmski)
Dębina – wieś w Polsce położona w województwie lubelskim, w powiecie chełmskim, w gminie Leśniowice
| SIMC    | Nazwa  | Rodzaj  |
| ------- | ------ | ------- |
| 0104774 | Dębina | kolonia |

W latach 1975–1998 miejscowość należała administracyjnie do województwa chełmskiego. 
Wieś jest sołectwem w gminie Leśniowice. Według Narodowego Spisu Powszechnego z roku 2011 wieś liczyła 140 mieszkańców i była dwunastą co do liczby ludności miejscowością gminy.
Wierni Kościoła rzymskokatolickiego należą do parafii Nawiedzenia Najświętszej Maryi Panny w Kumowie.